# L'engany
L'engany (títol original en anglès, Shattered) és una pel·lícula de thriller estatunidenca del 2022 dirigida per Luis Prieto i protagonitzada per Cameron Monaghan, Frank Grillo, Lilly Krug i John Malkovich. S'ha doblat i subtitulat al català.
El rodatge es va acabar a Montana el juny de 2021. La pel·lícula es va estrenar en alguns cinemes i sota demanda el 14 de gener de 2022 i es va publicar l'edició en DVD i Blu-ray el 22 de febrer de 2022.

## Sinopsi
En Chris, un ric divorciat, s'enamora d'una misteriosa dona, l'Sky. Ell mateix, la seva exdona i el seu fill es troben atrapats, i es produeix una lluita desesperada per la supervivència.

## Repartiment
- Cameron Monaghan com a Chris Decker[6]
- Frank Grillo com a Sebastian[6]
- Lilly Krug com Sky[7]
- John Malkovich com a Ronald[6]
- Sasha Luss com a Jamie Decker[6]
- Ash Santos com a Lisa[6]
- Ridley Bateman com a Willow Decker[6]
- David Madison com a Briggs[6]
- Dat Phan com a Kiju[6]